# Alexa Zellentin
Alexa Zellentin (geboren 1977) ist eine deutsche Philosophin, Hochschullehrerin und Publizistin.

## Wissenschaftliche Karriere
Zellentin machte 1997 in München Abitur, studierte Philosophie an der Universität Leipzig und schloss mit dem Magister ab. Sie errang 2009 einen Master of Science (MSc) und 2012 einen Doktortitel an der Oxford University in Normativer Politischer Theorie und Politischer Philosophie. In ihrer Doktorarbeit Liberal neutrality beschäftigte sie sich mit dem Thema Kulturelle Vielfalt. Im Rahmen eines Postdoktorandenprojekts an der Universität Graz begann sie sich mit der globalen Erwärmung zu beschäftigen.
Zellentin arbeitet seit 2014 als Assistant Professor für Normative Politische Theorie an der School of Politics and International Relations des Dublin University College. 2017 erhielt sie finanzielle Unterstützung vom Schweizerischen Nationalfonds für das Projekt „Outcome Responsibility and Remedial Responsibility for Climate Action“ (Ergebnis- und Abhilfeverantwortung für Klimaschutzmaßnahmen). Sie beschäftigt sich mit der Fragestellung, was es für einen Rechtsrahmen braucht, um Bürgerinnen und Bürger als frei und gleich zu behandeln. Ihr geht es dabei um Gerechtigkeitsfragen im Zusammenhang mit kulturellen Aspekten des Klimawandels wie Zwangsmigration und Kulturverlust.
Zellentin war bis 2020 Mitglied des Herausgeberteams der Philosophiezeitschrift Ethical Theory and Moral Practice.

## Veröffentlichungen (Auswahl)

### Monografien und Sammelbände
- Neutrality in political decision making. (Neutralität in der politischen Entscheidungsfindung) Hochschulschrift. Oxford University Press, 2009, OCLC 636903683.
- mit Lukas Meyer, Barbara Reiter (Hrsg.): Wem gehört die Zeit? Ein Sommer in Graz. Konferenzschrift. Leykam, Graz 2012, ISBN 978-3-7011-0233-4.
- Liberal neutrality. Treating citizens as free and equal. (Liberale Neutralität: Behandlung der Bürger als frei und gleich). De Gruyter, Berlin / Boston, Massachusetts 2012, ISBN 978-3-11-025517-1 (englisch).
- Alexa Zellentin (Hrsg.): Oxford Handbook of Irish Politics. Oxford University Press, 1. September 2021.
- mit Ben Tonra, Eoin Carolan, John Coakley, Aidan Regan, David M. Farrell, Collin Scott (Hrsg.): What kind of Ireland? Oxford University Press, 2021, ISBN 978-0-19-882383-4. Inhaltsverzeichnis

### Artikel
- Neutrality as a Twofold Concept. (Neutralität als zweifaches Konzept). In: Les Ateliers de l’Ethique. Band 4, 1. Juni 2009, ISSN 1718-9977, S. 159.
- Climate Migration. Cultural Aspects of Climate Change. (Klima-Migration. Kulturelle Aspekte des Klimawandels). In: Analyse und Kritik. Band 32, Nr. 1, 1. Mai 2010, ISSN 0171-5860, S. 63, doi:10.1515/auk-2010-0104.
- mit Jennifer Clare Heyward, Lukas H. Meyer: Responsibility in International Political Philosophy. In: Ethical Perspectives. Band 3. European Centre for Ethics, Leuven 2012, OCLC 829897219, S. 614–802.
- Der philosophische Neutralitätsbegriff und die Kopftuchdebatte. In: Archiv für Rechts- und Sozialphilosophie. Band 100, Nr. 3, Oktober 2014, S. 347–365, doi:10.25162/arsp-2014-0026.
- Freedom, Equality, Minarets. Freiheit, Gleichheit, Minarette. In: Res Publica. Band 20, Nr. 1, Februar 2014, doi:10.1007/s11158-013-9224-8.
- Compensation for Historical Emissions and Excusable Ignorance. In: Journal of Applied Philosophy. Band 32, Nr. 3, Dezember 2014, ISSN 0264-3758, S. 258–274, doi:10.1111/japp.12092.
- Philosophical challenges to human rights. In: Suzanne Egan (Hrsg.): International human rights. Perspectives from Ireland. Bloomsbury Professional, Haywards Heath, West Sussex 2015, ISBN 978-1-78043-969-3.
- How to Do Climate Justice. In: Thom Brooks (Hrsg.): Current Controversies in Political Philosophy. New York, NY, Routledge, Taylor & Francis Group 2015, ISBN 978-1-136-34152-6, S. 121–137, doi:10.4324/9780203123805-7.
- Climate Justice, Small Island Developing States & Cultural Loss. (Klimagerechtigkeit, kleine Inselentwicklungsstaaten und kultureller Verlust). In: Climatic Change. Band 133, Nr. 3, 2015, S. 491–498.
- Different Angles on Climate Justice: Insights from Non-Domination and Mutual Recognition. (Unterschiedliche Blickwinkel auf die Klimagerechtigkeit: Einblicke in die Nicht-Beherrschung und gegenseitige Anerkennung). In: SSRN Electronic Journal. Januar 2018, doi:10.2139/ssrn.3098109.
- Climate change and international ethics. In: The Routledge Handbook to Rethinking Ethics in International Relations. Routledge, 2020, ISBN 978-1-315-61352-9.